# Prostignidius
Prostignidius is een geslacht van hooiwagens uit de familie Cranaidae.
De wetenschappelijke naam Prostignidius is voor het eerst geldig gepubliceerd door Roewer in 1915. 

## Soorten
Prostignidius is monotypisch en omvat slechts de volgende soort:
- Prostignidius pustulatus